# Dzwon Pokoju we Frankfurcie nad Odrą

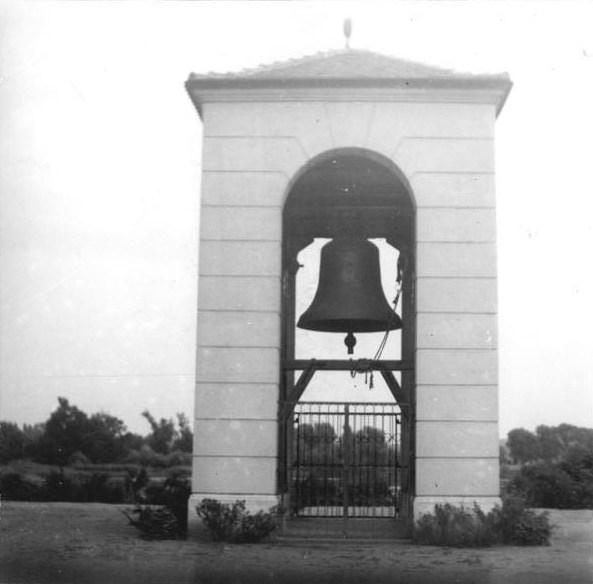
Dzwon Pokoju (1965)

Dzwon Pokoju we Frankfurcie nad Odrą (Friedensglocke Frankfurt (Oder)) – pomnik-dzwon umieszczony początkowo na placu Holzmarkt we Frankfurcie nad Odrą przez Unię Chrześcijańsko-Demokratyczną NRD (CDU der DDR) na jej 6. Dzień Partyjny odbywający się 27 stycznia 1953, W 2011 został przeniesiony nad Odrę.

## Opis
Ciężki, trzytonowy, żeliwny dzwon z wizerunkiem gołębia został odlany w Morgenröthe w Saksonii. Pierwotną dzwonnicę zaprojektował Johannes Müller, ogrodzonej specjalnymi barierkami.
Dzwon ma przypominać o pokojowym porozumieniu granicznym Odra-Nysa.
Na miejscu, w którym wznosi się dzwon, była planowana budowa budynku mieszkalnego. Z tego powodu w 2002 władze miejskie ogłosiły konkurs na projekt przeniesienia dzwonu w inne miejsce i projekt nowej dzwonnicy. W 2011 roku zbudowano nową dzwonnicę. Dzwon został usunięty ze starej dzwonnicy 2 lutego 2011, a następnie wyremontowany w Neuenhagen koło Berlina w warsztacie Horsta Bittnera. 30 sierpnia 2011 odsłonięto go nowej lokalizacji na promenadzie nad Odrą. Dzwon jest zawieszony na ramie ze stali nierdzewnej.